# Rostislav Michajlovič
Rostislav Michajlovič (dopo il 1210 – 1262) membro della dinastia dei Rjurikidi e principe nella Rus' di Kiev, fu dignitario nel Regno d'Ungheria. Dal 1230 fu principe di Novgorod, quindi divenne principe di Halyč (1236-1237 e 1241-1242), di Luc'k (1240) e di Černihiv (1241-1242). Quando non poté rafforzare la propria presa sulle terre di Halyč andò alla corte di Béla IV d'Ungheria dove ne sposò la figlia Anna. Dal 1247 al 1248 fu bano di Slavonia fino a divenire in quello stesso anno il primo duca di Macsó governando per questo la parte meridionale del regno. Nel 1257 occupò la città di Vidin e si proclamò Zar di Bulgaria.

## Il breve principato
Rostislav Michajlovič nacque da Michele di Černihiv e da Elena (o Maria) Romanovna, una delle figlie di Roman Mstislavič. La sua data di nascita è controversa, sicuramente è posteriore al 1210, ma alcuni storici la portano più avanti, sino al 1225 circa. Gli annali russi lo menzionano per la prima volta nel 1229, quando la città Velikij Novgorod chiese a suo padre di divenire il suo principe.
Rostislav si sottopose al rituale taglio dei capelli, anche noto come tonsura, nella Cattedrale di Santa Sofia di Novgorod il 19 maggio 1230, venendo poi posto sul trono di Novgorod. Questa cerimonia conferiva infatti lo status di principe ed egli poté governare, dopo la cerimonia, il proprio principato in maniera autonoma. Sul piano politico Rostislav continuò la politica paterna, che favoriva la promulgazione di leggi favorevoli agli abitanti della regione.
Nel mese di settembre una grossa gelata distrusse i raccolti causando una grave carestia, gli oppositori di suo padre approfittarono della situazione e incoraggiarono gli abitanti a saccheggiare la corte del Posadnik Vodovik, uomo da sempre fedele a Michele. Vodovik costrinse i boiardi rivali a prestargli giuramento il 6 novembre, ma un mese dopo mentre lui e Rostislav erano in visita presso la città di Toržok, i ribelli assaltarono la corte di Vodovik depredandola e poco dopo Rostislav fu costretto a fuggire presso il padre. A quel punto la gente di Novgorod si sentì libera di chiamare un altro principe e scelsero Jaroslav II di Vladimir che giunse laggiù il 30 dicembre.

## Guerre familiari ed estere

La Rus' di Kiev nel 1237

Nel settembre 1235 Michele invase il principato di Galizia il cui principe, nonché zio materno di Rostislav, Danilo di Galizia era fuggito poco prima. Nella primavera seguente Rostislav accompagnò il padre nel suo attacco contro la Volinia, ancora sotto il controllo di Daniele, tuttavia nel frattempo i Cumani attaccarono e saccheggiarono la Galizia, costringendo gli uomini di Michele ad abbandonare il campo. All'inizio dell'estate Daniele, insieme al fratello Vasilko Romanovič (1203 o 1204-1269), si lanciò contro Rostislav e suo padre, questi però si barricarono insieme al proprio esercito, alla milizia locale e a un contingente di ungheresi mandato da Béla IV d'Ungheria e i due attaccanti furono costretti a ritirarsi. Dopo la partenza degli ungheresi Daniele tentò di nuovo la sorte e Michele tentò di placarlo donandogli la città di Przemyśl; poco dopo Rostislav fu nominato principe di Halyč mentre suo padre partiva per Kiev, che era stata occupata da Jaroslav Vsevolodovič. Dopo che Michele ebbero preso Kiev si ripresero anche la città donata poco prima a Daniele.
Rostislav riuscì a conservare la fedeltà dei boiardi di Galizia, ma non era un comandante militare abile come il padre, intorno al 1237 egli si diresse contro i Lituani, che avevano saccheggiato le terre del loro alleato Corrado I di Polonia. Partendo prese con sé quasi tutto il contingente militare lasciando Halyč quasi sguarnita così che una volta che egli fu partito, la popolazione insorse richiamando Daniele e Rostislav fu costretto a riparare alla corte ungherese.
Nell'inverno del 1237 i mongoli comandati da Batu Khan invasero Rjazan' e nei tre anni successivi le regioni di Černihiv, Perejaslav, Rjazan' e Suzdal' erano in rovina. Nella prima metà del 1240 Michele mandò diversi inviati presso il Khan per convincerlo a collaborare, ma nessuno fece ritorno, gli unici alleati su cui Michele poté contare furono gli ungheresi e i Polacchi e fu in Ungheria che anch'egli cercò riparo; lì cercò di negoziare il matrimonio di Rostislav con una delle figlie di Béla, ma questi, non vedendo un'alleanza conveniente, li rispedì indietro. A quel punto Michele capì che l'unica strada rimasta era cercare l'appoggio del cognato, che non solo governava ormai parte delle sue terre, ma che teneva anche la moglie di Michele, nonché sua sorella, in ostaggio. Michele spedì degli inviati dicendo al cognato che aveva sbagliato cercando di fargli la guerra e nel rimangiarsi le promesse fatte, promise inoltre che non gli si sarebbe mai più contrapposto né che avrebbe fatto altri tentativi di prendere Halyč. Daniele li invitò in Volinia, rilasciò sua sorella, cedette Kiev e donò a Rostislav il principato di Luc'k in compensazione per quello di Halyč.
Nel mentre i mongoli razziarono Kiev, che cadde il 6 dicembre, ancora una volta Michele dovette mettersi nelle mani di Corrado di Polonia e nella primavera seguente egli poté tornare a Kiev e diede il Principato di Černihiv a Rostislav.
L'avarizia dei boiardi locali diede a Rostislav il pretesto per riportare a galla le proprie brame su Halyč, giacché questi riconoscevano come loro signore Daniele, ma al contempo si erano appropriati dell'autorità. Nel 1241 Rostislav condusse i principi Bolokhoveni e mise sotto assedio la città di Bakota, importante fornitrice di sale. L'attacco fallì, ma nel ritirarsi si diresse contro le città di Halyč e Przemyśl, ove godeva dell'appoggio dei boiardi che convinsero i locali di Halych a capitolare senza combattere. Subito dopo averla occupata Rostislav creò Konstantin Vladimirovič Rjazanskij principe di Przemyśl.
I suoi zii risposero presto attaccando di nuovo Halyč e Rostislav, incapace di rispondere adeguatamente, si ritirò presso Ščekotov, tuttavia quando questi seppero che i mongoli, nel tornare verso casa, erano diretti verso la loro città abbandonarono l'inseguimento. I mongoli, passando da Halyč, si scontrarono con le forze di Rostislav in un luogo che le cronache identificano come una piccola foresta di pini; Rotislav, messo in rotta ancora una volta, ancora una volta riparò in Ungheria.

## La sconfitta
Béla IV tornò dalla Dalmazia dopo il maggio del 1242 e questa volta approvò le nozze di Rostislav con la figlia Anna, il re stava cercando di creare un nuovo sistema di difesa attraverso stati clienti che proteggessero il sud e l'est dell'Ungheria e per governare Halyč scelse Rostislav.
Sapendo che il matrimonio era stato finalmente approvato Michele credette che finalmente la propria famiglia si sarebbe alleata con quella degli Arpadi e andò alla corte ungherese per trattare quei negoziati che normalmente accompagnavano tali alleanze. Il consuocero tuttavia lo respinse seccamente ed egli, arrabbiato con lui e con il figlio tornò indietro, non prima però di averlo disconosciuto.
Agendo per volontà del suocero Rostislav marciò contro Halyč e di nuovo nel 1244 si diresse contro Przemyśl, ma suo zio riuscì a respingerlo in Ungheria; l'anno seguente ci riprovò ancora, questa volta contro la città di Jarosław, ma il 17 agosto 1245 Daniele, insieme ai Cumani, respinse ancora il nipote. Dopo questa sconfitta Rostislav non tornò più ad Halyč.

## Zar di Bulgaria
In compenso Rostislav ricevette delle rendite dal suocero in Ungheria e per questo divenne proprietario dei domini regi di Bereg e Füzér, dal 1247 viene menzionato fra i dignitari ungheresi quale Bano di Slavonia per poi divenire il primo Duca di Macsó. All'inizio il ducato di Macsó si stendeva solo lungo il Kolubara, poi si estese fino a comprendere Belgrado e quindi anche, dal 1256 o prima, la regione di Braničevo. Nel 1255 fu siglata la pace fra l'Ungheria e il Secondo impero bulgaro, che venne cementata dal matrimonio di Michele Asen I di Bulgaria con una delle figlie di Rostislav, l'anno dopo Rostislav negoziò la pace fra il genero e Teodoro II Lascaris. Verso la fine del 1256 alcuni boiardi insorsero contro Michele con lo scopo di spodestarlo e porre sul trono suo cugino Kaliman II di Bulgaria. Attaccato, Michele perse la vita. Per rafforzare il proprio potere Kaliman sposò la vedova del cugino, ma fallì nel consolidare la propria posizione tanto che, alla fine, i sostenitori lo abbandonarono e morì anch'egli. L'anno seguente, ufficialmente con il motivo di proteggere la figlia, Rostislav invase la Bulgaria, forse con l'intento di prendere egli stesso il trono. Rostislav si presentò alle porte di Veliko Tărnovo per recuperare la figlia e, anche se pare che abbia preso la città, in ogni caso non riuscì, se mai davvero la prese, a tenerla a lungo. Rostislav si ritirò quindi a Vidin dove si autoproclamò zar della Bulgaria, un titolo che gli venne riconosciuto dagli ungheresi, nel frattempo Mico Asen di Bulgaria, un parente di Ivan Asen II (padre di Kaliman), si autoproclamò zar e gli abitanti di Veliko Tărnovo, agendo in maniera autonoma, rigettarono entrambi i "candidati" ed elessero un uomo di loro fiducia Costantino I di Bulgaria.
Nello stesso periodo Rostislav dovette condurre buona parte delle proprie truppe in Boemia per aiutare il suocero contro Ottocaro II di Boemia, lasciando così il Distretto di Vidin sguarnito e fornendo l'occasione a Costantino, che prese non solo la città, ma anche la parte di provincia attorno ai confini con la regione di Braničevo.
Nel marzo del 1261 la Boemia e l'Ungheria fecero pace e gli ungheresi, guidati da Stefano d'Ungheria, si volsero verso la Bulgaria, Costantino fu costretto a lasciare Vidin e a ritirarsi e Rostislav riebbe il titolo di zar.
Rostislav morì un anno dopo e lasciò i propri domini divisi fra i propri figli maschi.

## Matrimonio e figli
Nel 1243 Rostislav si sposò con Anna, figlia di Béla IV d'Ungheria, e insieme ebbero:
- Mihály di Bosnia (dopo il 1243-prima del 23 marzo 1266)
- Béla di Macsó
- figlia sconosciuta, forse Anna, prima moglie di Michele Asen I di Bulgaria e poi di Kaliman II di Bulgaria
- Cunegonda di Slavonia, in prime nozze sposò Ottocaro II di Boemia
- Agrippina di Halyč, moglie di Leszek II di Polonia

## Ascendenza
|                             |                     |                        | Genitori                |  |  | Nonni |  |  | Bisnonni                |  |  | Trisnonni |  |
|                             |                     |                        |                         |  |  |       |  |  | Svjatoslav Vsevolodovič |  |  | …         |  |
|                             |                     |                        |                         |  |  |       |  |  | Svjatoslav Vsevolodovič |  |  | …         |  |
|                             |                     | …                      |                         |  |  |       |  |  | Svjatoslav Vsevolodovič |  |  |           |  |
| Vsevolod IV di Kiev         |                     |                        |                         |  |  |       |  |  | Svjatoslav Vsevolodovič |  |  |           |  |
|                             |                     | Maria Vasilkovna       | …                       |  |  |       |  |  |                         |  |  |           |  |
|                             |                     | Maria Vasilkovna       | …                       |  |  |       |  |  |                         |  |  |           |  |
|                             |                     | Maria Vasilkovna       | …                       |  |  |       |  |  |                         |  |  |           |  |
| Michele I, Granduca di Kiev |                     | Maria Vasilkovna       |                         |  |  |       |  |  |                         |  |  |           |  |
|                             |                     | Casimiro II di Polonia | Boleslao III di Polonia |  |  |       |  |  |                         |  |  |           |  |
|                             |                     | Casimiro II di Polonia | Boleslao III di Polonia |  |  |       |  |  |                         |  |  |           |  |
|                             |                     | Casimiro II di Polonia | Salomea di Berg         |  |  |       |  |  |                         |  |  |           |  |
| Maria di Polonia            |                     | Casimiro II di Polonia |                         |  |  |       |  |  |                         |  |  |           |  |
|                             |                     | Elena di Znojmo        | Corrado II di Znojmo    |  |  |       |  |  |                         |  |  |           |  |
|                             |                     | Elena di Znojmo        | Corrado II di Znojmo    |  |  |       |  |  |                         |  |  |           |  |
|                             |                     | Elena di Znojmo        | Maria di Serbia         |  |  |       |  |  |                         |  |  |           |  |
| Rostislav Michajlovič       |                     | Elena di Znojmo        |                         |  |  |       |  |  |                         |  |  |           |  |
|                             | Mstislav II di Kiev | Izjaslav II di Kiev    |                         |  |  |       |  |  |                         |  |  |           |  |
|                             | Mstislav II di Kiev | Izjaslav II di Kiev    |                         |  |  |       |  |  |                         |  |  |           |  |
|                             | Mstislav II di Kiev | Agnese di Franconia    |                         |  |  |       |  |  |                         |  |  |           |  |
| Romano Mstislavič           | Mstislav II di Kiev |                        |                         |  |  |       |  |  |                         |  |  |           |  |
|                             |                     | Agnese di Polonia      | Boleslao III di Polonia |  |  |       |  |  |                         |  |  |           |  |
|                             |                     | Agnese di Polonia      | Boleslao III di Polonia |  |  |       |  |  |                         |  |  |           |  |
|                             |                     | Agnese di Polonia      | …                       |  |  |       |  |  |                         |  |  |           |  |
| Elena Romanovna             |                     | Agnese di Polonia      |                         |  |  |       |  |  |                         |  |  |           |  |
|                             |                     | Rjurik Rostislavič     | Rostislav Mstislavič    |  |  |       |  |  |                         |  |  |           |  |
|                             |                     | Rjurik Rostislavič     | Rostislav Mstislavič    |  |  |       |  |  |                         |  |  |           |  |
|                             |                     | Rjurik Rostislavič     | …                       |  |  |       |  |  |                         |  |  |           |  |
| Predslava Rurikovna         |                     | Rjurik Rostislavič     |                         |  |  |       |  |  |                         |  |  |           |  |
|                             |                     | Anna Jur'evna di Turov | …                       |  |  |       |  |  |                         |  |  |           |  |
|                             |                     | Anna Jur'evna di Turov | …                       |  |  |       |  |  |                         |  |  |           |  |
|                             |                     | Anna Jur'evna di Turov | …                       |  |  |       |  |  |                         |  |  |           |  |
|                             |                     | Anna Jur'evna di Turov |                         |  |  |       |  |  |                         |  |  |           |  |